# Бодянський Павло Миколайович
Павло́ Микола́йович Бодя́нський (* 29 червня (11 липня) 1857, Серби́ Балтського повіту, нині Кодимський район, Одеська область — † 19 січня 1922, Київ) — український історик і видавець, педагог, статський радник, пропагандист шашкової гри.

## Біографія
Батько Микола Бодянський був священиком у селі Серби, благочинним 3-го округу Балтського повіту. Помер 10(22) березня 1870 року .
Павло Бодянський навчався в Тульчинському духовному училищі, закінчив 1877 року Подільську духовну семінарію в Кам'янці-Подільському, 1881 року — історико-філологічний факультет Київського університету.
Від 1887  року був викладачем Першої київської гімназії
і директор(1911-1917)  у Третій київській гімназії,
Відомі праці: «Римские Вакханалии и преследование их в VI веке от основания Рима» (Київ, 1882), «История народного трибуната в период сословной борьбы в Риме. Глава первая. Причины учреждения Трибуната» («Киевские Университетские Известия», 1884–1886), «Сервий Туллий и его аграрная реформа» (Київ, 1890), «Исторический очерк развития Москвы» («Экскурсия учеников киевской I гимназии в 1902 г.», Київ, 1902), «Главнейшие достопримечательности Москвы», а також кілька життєписів у «Столітті Київської Першої гімназії», том I, (1911).
Активний популяризатор шашок, організував перші три чемпіонати Росії з шашок (1894, 1895 і 1898), а також перший чемпіонат Росії з шашок за листуванням (тривав від 1896 до 1899 року).
Видавець-редактор часопису «Шашки» (Київ, 1897–1901) — першого шашкового журналу на теренах Російської імперії.